# Johan Claës Westerdahl
Johan Claës Westerdahl, född 14 augusti 1729 i Västrums församling, Kalmar län, död 17 maj 1796 i Risinge församling, Östergötlands län, var en svensk präst.

## Biografi
Westerdahl föddes 1729 i Västrums församling. Han var son till kyrkoherden i Gladhammars församling. Westerdahl blev höstterminen 1751 student vid Uppsala universitet. Han prästvigdes 3 december 1758 och avlade pastoralexamen 27 juni 1772. Westerdahl blev 8 oktober 1777 komminister i Risinge församling och 3 april 1793 kyrkoherde i församlingen, tillträdde tjänsten samma år. Westerdahl avled 1796 i Risinge församling.

### Familj
Westerdahl gifte sig 1778 med Eva Catharina Nordgren (1755-1812). Hon var dotter till kornetten Nils Nordgren och Sara Regnér i Vreta Klosters socken. De fick tillsammans barnen Frans Niclas Westerdahl (1779–1779), Elisabeth Catharina Westerdahl (1781–1782), Catharina Lovisa Westerdahl (född 1782), Claës Johan Westerdahl (född 1784), Maria Margaretha Westerdahl (1785–1853) som var gift med boktryckaren Axel Petré i Linköping, Fredrica Beata Aurora Westerdahl (född 1786), Frans Adolph Westerdahl (född 1788), Sara Johanna Westerdahl (född 1789), komministern Carl Henric Westerdahl i Hällestads församling, Eva Charlotta Westerdahl (född 1793) och handlanden Anders Gustaf Westerdahl (född 1795) i Eksjö.